# ピウーロ
ピウーロ（伊: Piuro）は、イタリア共和国ロンバルディア州ソンドリオ県にある、人口約1,900人の基礎自治体（コムーネ）。

## 地理

### 位置・広がり
ソンドリオ県北西部、ヴァルキアヴェンナに位置するコムーネ。メラ川河畔に位置するピウーロの集落は、キアヴェンナから北東へ2km、サンモリッツ（スイス）から西南西へ37km、県都ソンドリオから西北西へ39km、州都ミラノから北へ99kmの距離にある。
村域は南北に細長い。ヴァル・ディ・レイ・ダムの建設に際して、イタリアとスイスの協定によって領土交換が行われた結果、ヴァル・ディ・レイ・ダムの堤体を含む土地がスイスに割譲されている。

#### 隣接コムーネ
隣接するコムーネは以下の通り。CHはスイス領、CH-GRはグラウビュンデン州所属を示す。
- Ferrera (CH-GR) - 北
- Avers (CH-GR) - 北東
- Bregaglia (CH-GR) - 東
- ヴィッラ・ディ・キアヴェンナ - 東
- ノヴァーテ・メッツォーラ - 南
- プラータ・カンポルタッチョ - 南
- キアヴェンナ - 西
- サン・ジャーコモ・フィリッポ - 北西
- カンポドルチーノ - 北西
- マデージモ - 北西

### 地勢・地形
村域の南半分はメーラ川の流域である。メーラ川は東から西へ流れる。
村域の北半分を占めるヴァル・ディ・レイは、ライン川水系のレノ・ディ・レイ川 (it:Reno di Lei) が作る谷筋である。ヴァル・ディ・レイはライン川の集水域に属するイタリアで唯一の地域である。レノ・ディ・レイ川を堰き止めてヴァル・ディ・レイ・ダム (it:Diga della Valle di Lei) が建設されており、人工湖であるレイ湖 (Lago di Lei) が広がっている。

### 地震分類
イタリアの地震リスク階級 (it) では、3 に分類される
。

## 行政

### 山岳部共同体
広域行政組織である山岳部共同体「ヴァルキアヴェンナ山岳部共同体」 (it:Comunità montana della Valchiavenna) （事務所所在地: キアヴェンナ）を構成するコムーネの一つである。

### 分離集落
ピウーロには、以下の分離集落（フラツィオーネ）がある。
- Aurogo, Boate, Borgonuovo, Casarisc, Corbia, Cortinaccio, Crana, Dasile, Pianginedo, Pradella, Prosto, Sant'Abbondio, Santa Croce, Sarlone, Scilano, Savogno, Sella